# Baulové

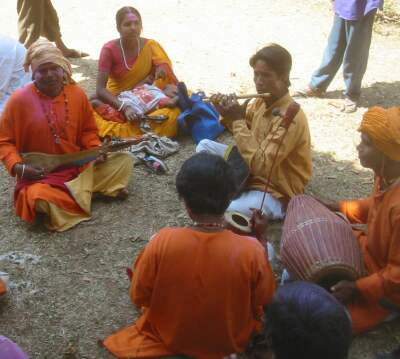
Baulové v Šantiniketanu při slavností jara a barev Hólí

Baulové, bengálsky বাউল) jsou skupina mystických bardů především z bengálsky hovořících částí indického subkontinentu, jako jsou státy Západní Bengálsko a Tripura, údolí Barak na jihu státu Ásám a Bangladéš. Tvoří jak synkretickou náboženskou sektu, tak hudební tradici. Je to velice různorodá skupina s řadou sekt vyznávající zejména višnuistické tradice, jež byla posléze ovlivněna muslimským súfismem. Jejich hudba (Baul sangeet) je speciální druh folkové hudby. Texty jsou výrazně ovlivněné hnutím Hindu-bhakti a filozofií Súfů. Zasahují hluboký smysl mysticismu, toužící po jednotě s věčností.
Baulové písněmi vylévají ven své pocity, aniž se starají o podrobný zápis textů na papír. Jejich ústní tradice tak funguje již od nepaměti. Důležitá část jejich filozofie je Deha tatta, spiritualně odevzdaná tělu spiše než mysli. Baulové pátrají po božskosti v lidských bytích, uvnitř i kolem sebe. Zůstávají nedotknutelní a nezasaženi vášněmi života, kterých užívají. V očích Baulů jsme my všichni dar božské síly, tělo je chrám, a hudba je cestou propojení s touto silou.
Baul není jen o zpěvu a tanci – je hlavně filosofií. Hudební kultura a životní styl Baulů nadchl vesnický život tak hluboce, že bengálský lid ochránil baulské praktikanty po mnoho staletí.
Název „Baul“ je spojován se třemi termíny:
1. betul (bláznivý, v rytmu hudby)
2. vayu (vzduch, vnitřní proud energie)
3. âuliyâ (svatý muž)

Baul může pocházet ze dvou odlišných prostředí, Hindu a Sufi (muslim), v obou případech bývají rebely proti ortodoxním praktikám a sociálním institucím. Důvod je ryze spirituální: neustále vyhledávají bytost zvanou „Adhar Manush“ (původního člověka), sídlící uvnitř každého lidského těla, a to prostřednictvím bláznivé lásky, tedy lásky překračující všechny hranice. Užívají poezie, tance a zpěvu jako nástroje k dosažení tohoto cíle.
Baulové chodívali z vesnice do vesnice a zpívali a hráli pro lidi za dobrovolnou almužnu. Jejich jediný majetek bývaly šaty sešité z barevných kusů látek, stejně jako jejich písně a tajné tantrické rituály. Baulové jsou často nazýváni Baishnav tantrics - tantričtí sadhuové (svatí), kteří následují mírumilovnou cestu praktikovaní tantry boha Visnu.
V roce 2005 byla baulská hudba zařazena na seznam Mistrovských děl ústního a nehmotného dědictví lidstva UNESCO.